# Sharan Newman
Pour les articles homonymes, voir Newman.
Sharan Newman, née le 15 avril 1949 à Ann Arbor, dans le Michigan, aux États-Unis, est une femme de lettres et une historienne américaine, spécialiste de l'histoire médiévale et auteure de roman policier historique.

## Biographie
Elle fait des études à l'Antioch College. En 1973, elle obtient une maîtrise en histoire médiévale à l'université d'État du Michigan, puis un doctorat à l'université de Californie à Santa Barbara.
En 1993, elle publie Meurtres dans la basilique (Death Comes as Epiphany), un roman policier historique qui lui vaut prix Macavity en 1994 et où apparaît pour la première fois, Catherine LeVendeur, une novice d'un couvent de France du XIIe siècle, dirigé par Héloïse d'Argenteuil. Dans les romans subséquents, Catherine LeVendeur refuse de prononcer ses vœux, quitte le couvent et trouve un époux, mais continue de mener des enquêtes policières.

## Œuvre

### Romans

#### SérieGuinevere
- Guinevere (1980)
- The Chessboard Queen (1983)
- Guinevere Evermore (1985)

#### SérieCatherine LeVendeur
- Death Comes as Epiphany (1993) Publié en français sous le titre Meurtres dans la basilique, Paris, LGF, coll. « Le Livre de poche » no 35005 (2004)  (ISBN 2-253-09907-4)
- The Devil's Door (1994) Publié en français sous le titre La Porte du diable, Paris, LGF, coll. « Le Livre de poche » no 35012 (2005)  (ISBN 2-253-09069-7)
- The Wandering Arm (1995) Publié en français sous le titre La Relique profanée, Paris, LGF, coll. « Le Livre de poche » no 35049 (2008)  (ISBN 978-2-253-11888-6)
- Strong as Death (1996)
- Cursed in the Blood (1998)
- The Difficult Saint (1999)
- To Wear the White Cloak (2000)
- Heresy (2002)
- The Outcast Dove (2003)
- The Witch in the Well (2004)

#### Autres romans
- The Dagda's Harp (1976)
- The Sunken Sailor (2004), roman coécrit avec Simon Brett, Jan Burke, Dorothy Cannell, Margaret Coel, Deborah Crombie, Eileen Dreyer, Carolyn Hart, Edward Marston, Francine Mathews, Alexandra Ripley, Walter Satterthwait, Sarah Smith (en) et Carolyn Wheat
- The Shanghai Tunnel (2008)
- Defending the City of God (2014)

### Anthologies
- Crime Through Time (1997), en collaboration avec Miriam Grace Monfredo
- Crime Through Time II (1998), en collaboration avec Miriam Grace Monfredo
- Crime Through Time III (2000), en collaboration avec Miriam Grace Monfredo

### Autres ouvrages
- The Real History Behind the Da Vinci Code (2004) Publié en français sous le titre La Véritable Histoire derrière le "Code da Vinci", Éditions Trédaniel (2005)  (ISBN 2-84445-591-3)
- The Real History Behind the Templars (2007)
- The Real History of the End of the World (2010)

### Nouvelles
- Dumping Ra (1996)
- Divine Guidance (1999)

## Prix et distinctions

### Prix
- Prix Macavity 1994 du meilleur premier roman pour Death Comes as Epiphany[2]

### Nominations
- Prix Dilys 1994 pour Death Comes as Epiphany[3]
- Prix Agatha 1995 du meilleur roman pour The Wandering Arm[4]
- Prix Agatha 1996 du meilleur roman pour Strong as Death[4]